# 車輪配置 4-4-2

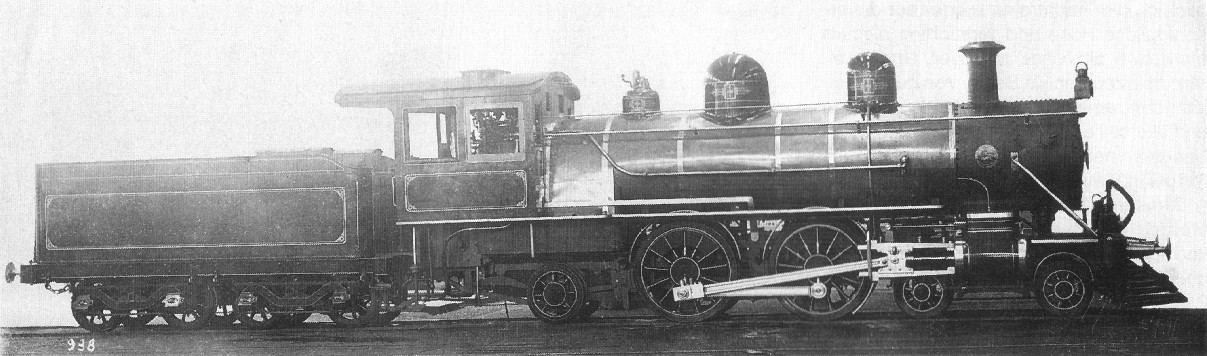
国鉄6600形蒸気機関車

車輪配置 4-4-2 (しゃりんはいち4-4-2、ホワイト式分類)は2軸先輪・2軸動輪・1軸従輪で構成されるものをさす。アメリカ式分類での愛称は「アトランティック (Atlantic)」。

## 概要
4-4-2という車輪配置は、まず後進走行が多い事や後部の炭庫を支える目的で従輪を必要とするタンク機関車から始まり、この形式の第一号もロンドン・ティルブリー・アンド・サウスエンド鉄道の1型タンク機関車であった。この機関車は新規製造だが、4-4-0テンダ機をタンク機に改造する際などにこの形式になったものも多く、例として日本国鉄のタンク式4-4-2機関車はいずれもテンダ式4-4-0改造車である。
一方、テンダー機関車では1888年、バルカン・アイアン・ワークスにおいてリーハイ・バレー鉄道向けに作られたものが最初だが、この従輪も後にこの形式の主流になったものとは違い、火室を支えるものではなく、大きな火室を支える目的でこの車輪配置が使われたのは、1894年にアトランティック・コースト・ライン鉄道に導入された機関車が始まりで、これは1893年に開発されたコロンビア（2-4-2）と呼ばれる車輪配置の従輪のアイディア（大動輪でも火室を深く大きくでき蒸気不足になりにくい）と、2軸先台車（高速でも安定しやすい）を組み合わせ、長時間高速で安定して走れるようにした機関車が始まりである。
基本的に平坦な場所での軽量高速用機関車で、全長のわりに動輪のホイールベースが短いのでカップリングロッドが短く（軽量）高速回転させやすかったが、勾配線では従輪への軸重移動が大きく不利であり、4-4-0のように貨物列車にも使える万能機ではないため、アメリカでは1910年以後一般向けには生産されなかった。特例として軌道が強靭で2軸でも動輪上軸重を十分に取れるペンシルバニア鉄道は1910年以後もE6型を新造し、極端な例ではミルウォーキー鉄道はさらにそれから20年以上たった1935年から1937年にかけて同時代の高速ディーゼル列車「ゼファー」に対抗するため、高速で短編成列車を引くためのこの車軸は位置では例外的に巨大（総重量265.18ｔ）な流線型アトランティック機関車A1型を新造し、1951年まで使用していた。
なお、4-4-2機関車の最後の製造はベルギー国鉄の12型（1939年製造）で、こちらも流線型車体をしており都市間の軽い（250ｔ程度）高速旅客列車を引くためのものであった。

## 各国の車輪配置 4-4-2の機関車
日本
国鉄960形蒸気機関車
国鉄1000形蒸気機関車 (2代)
国鉄1070形蒸気機関車
国鉄1150形蒸気機関車 (2代)
国鉄6600形蒸気機関車
国鉄B10形蒸気機関車
日本では国鉄6600形以外はいずれも4-4-0を改造したタンク機関車である。

## ギャラリー

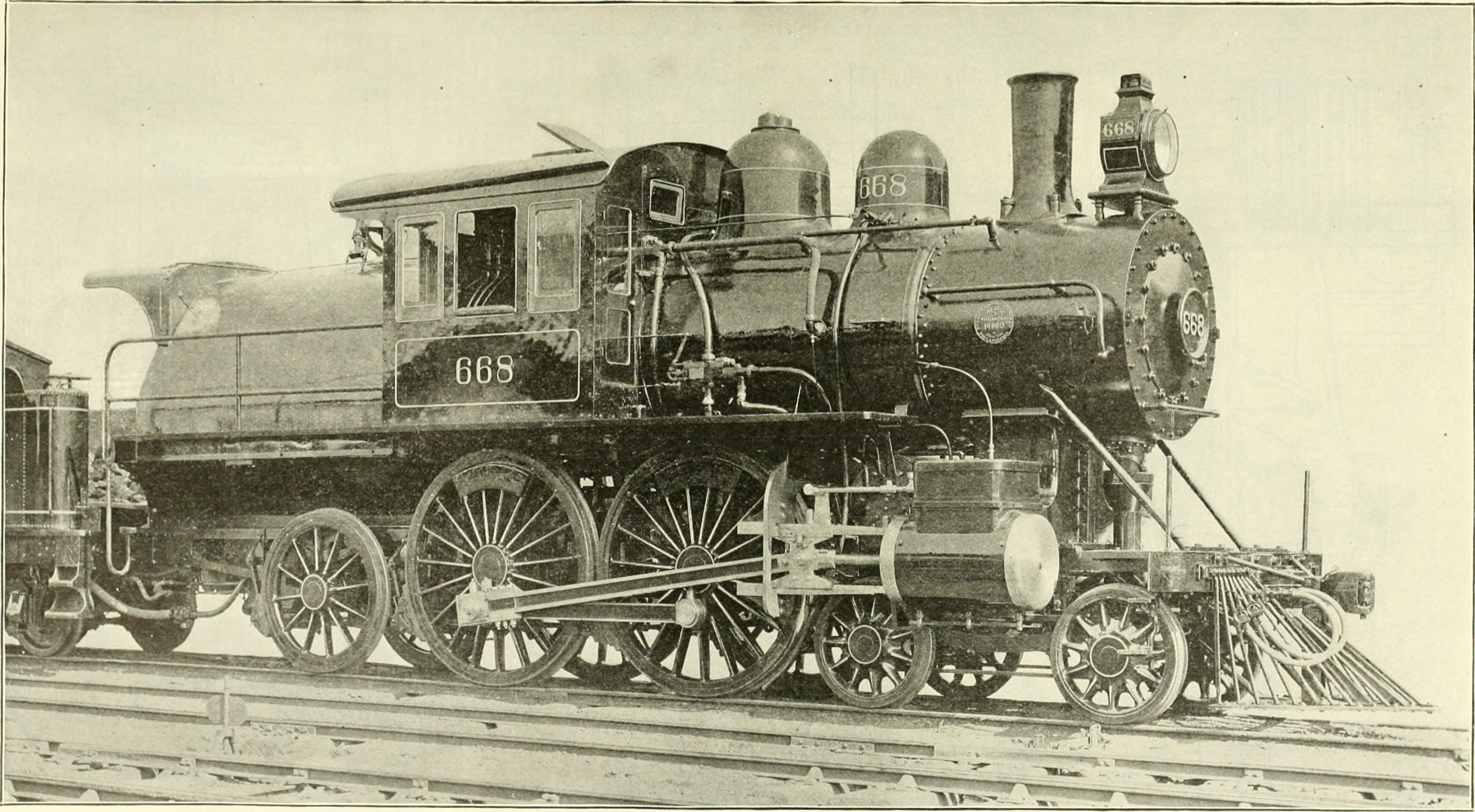
キャメルバック
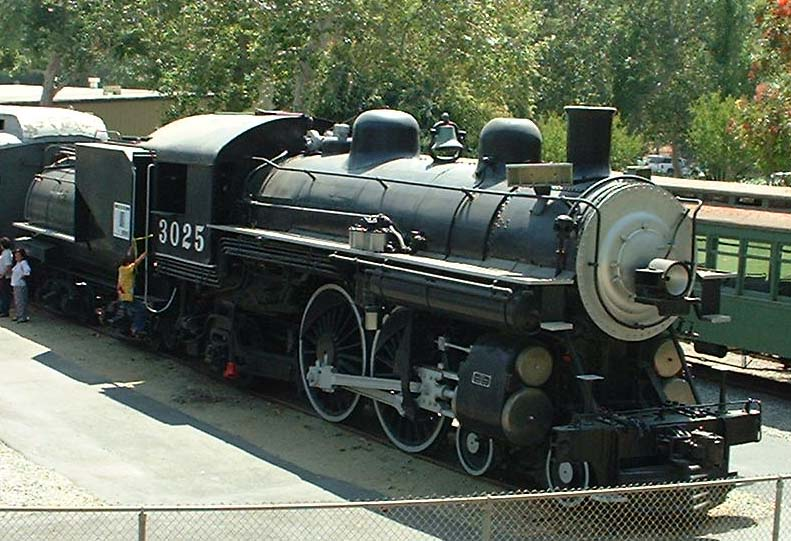
サザンパシフィックA-3
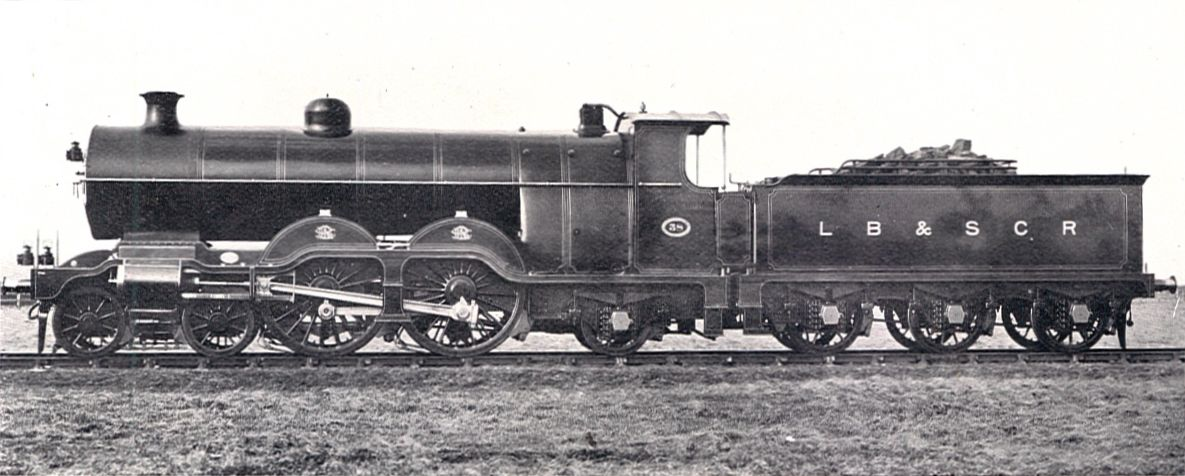
LB&SCR H1クラス
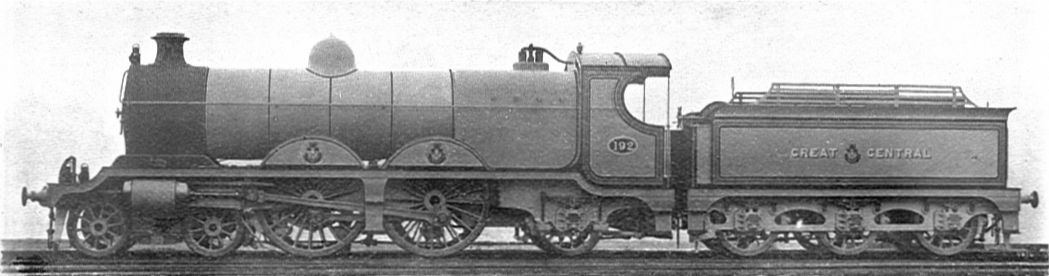
グレート・セントラル鉄道 8Bクラス
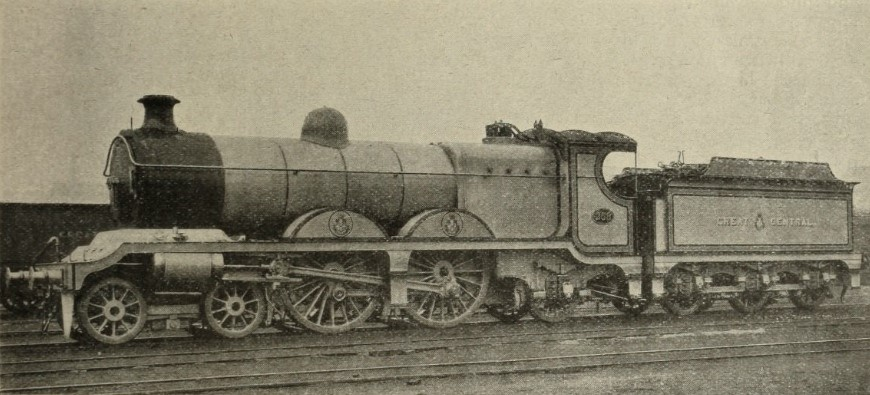
グレート・セントラル鉄道 8Dクラス
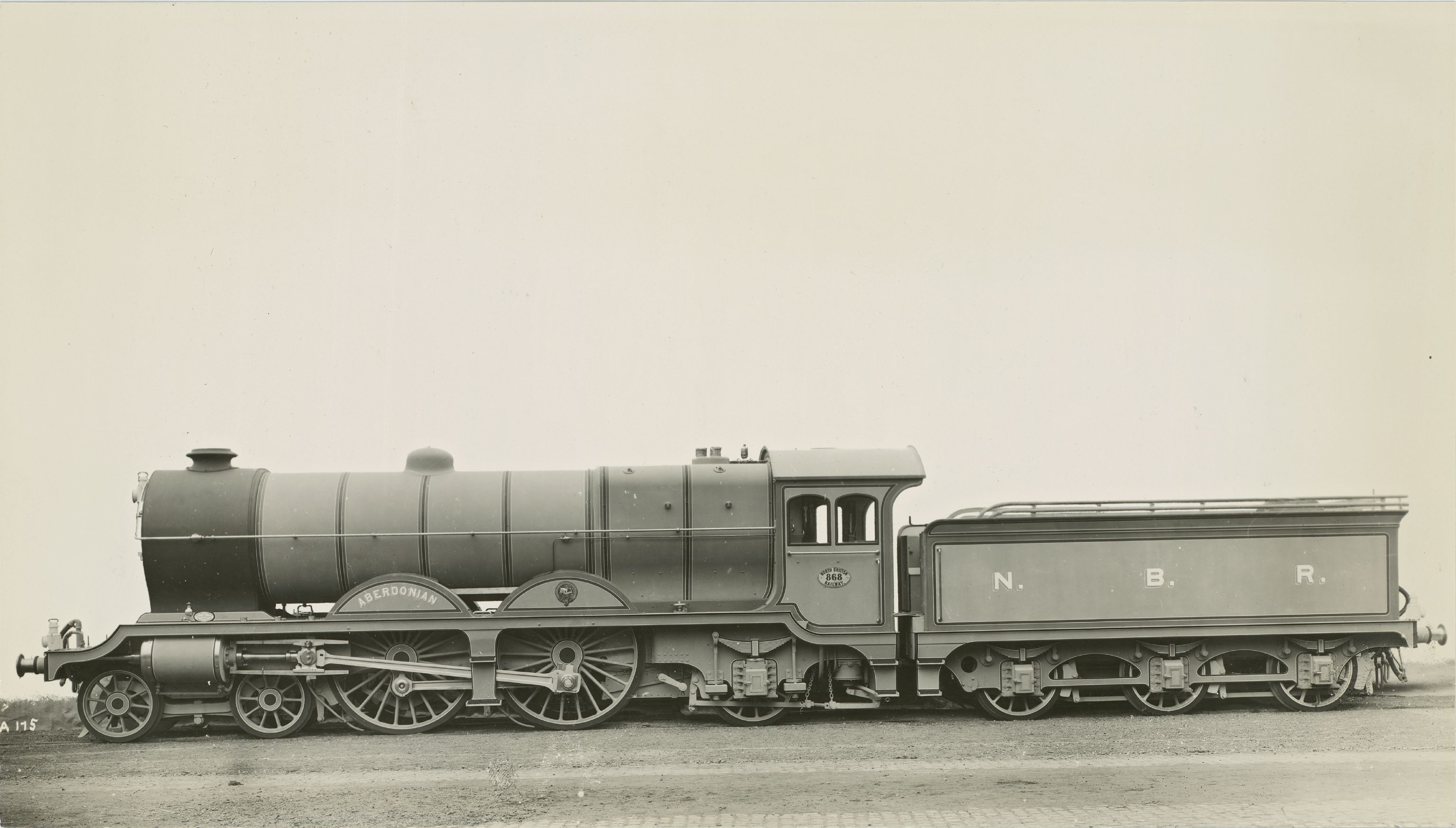
NBR Hクラス
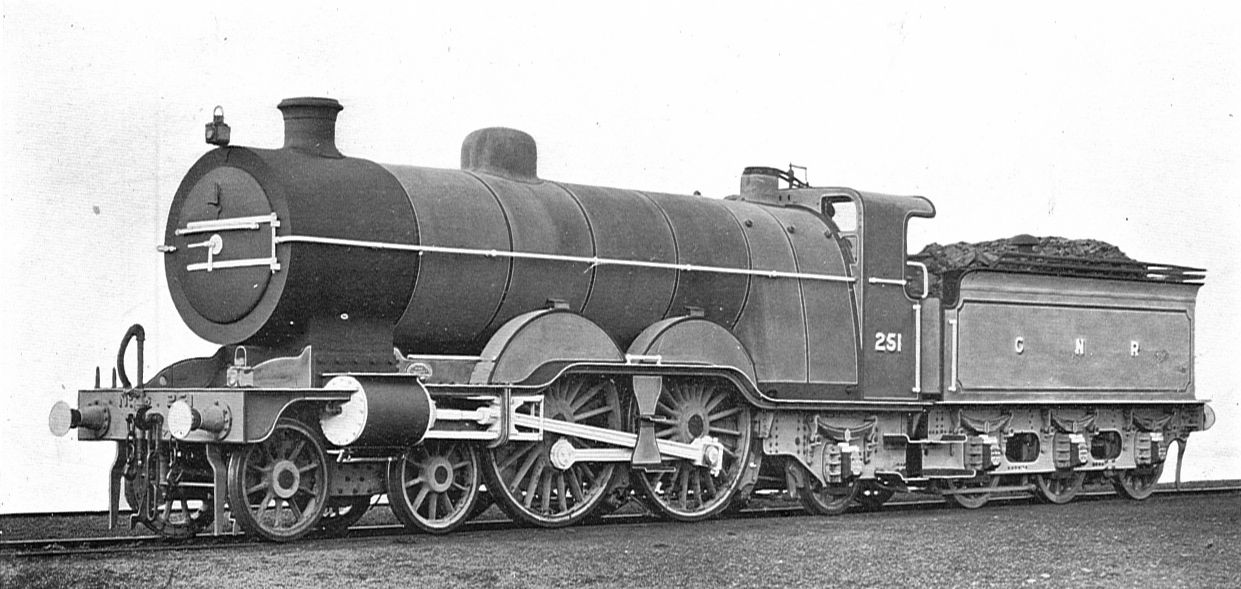
GNR クラス C1 (大型ボイラー)
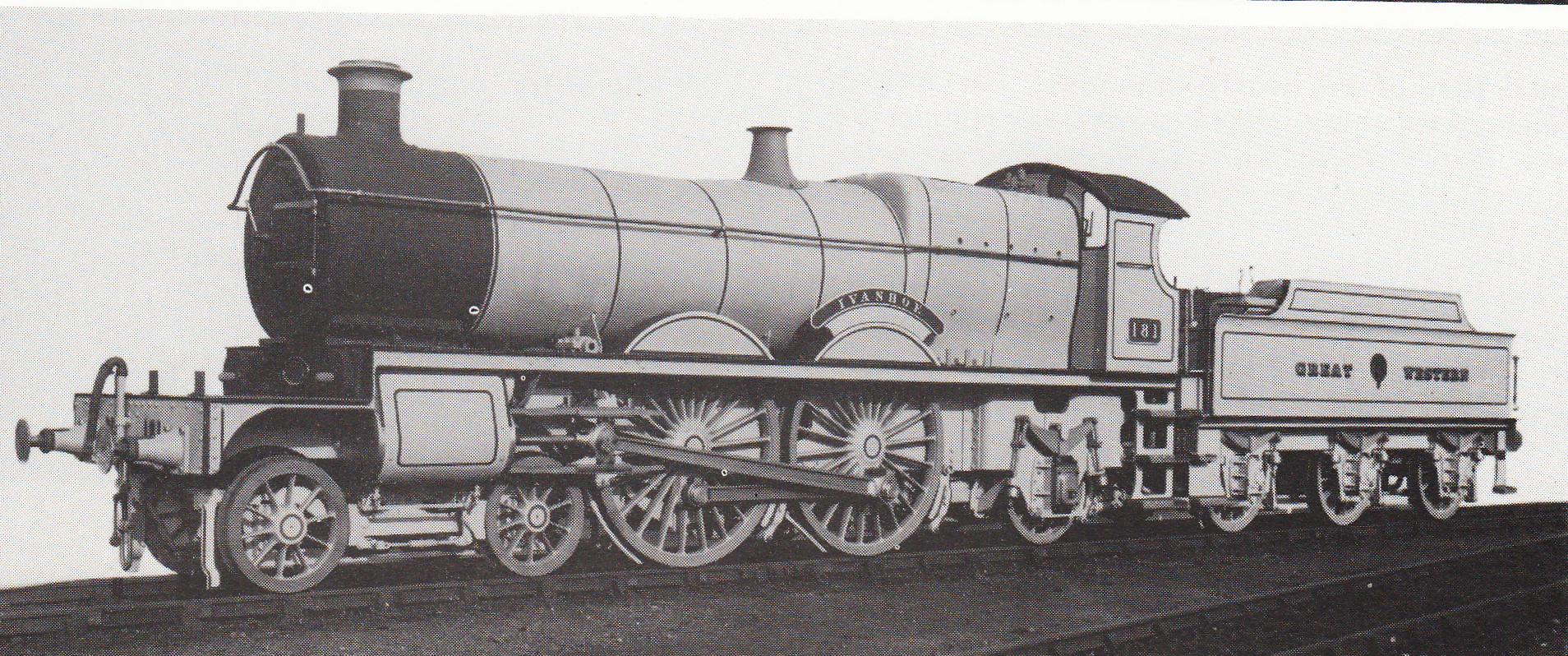
GWR 2900 クラス（本形式の4-4-2は4-6-0との比較。のち4-6-0に改造）
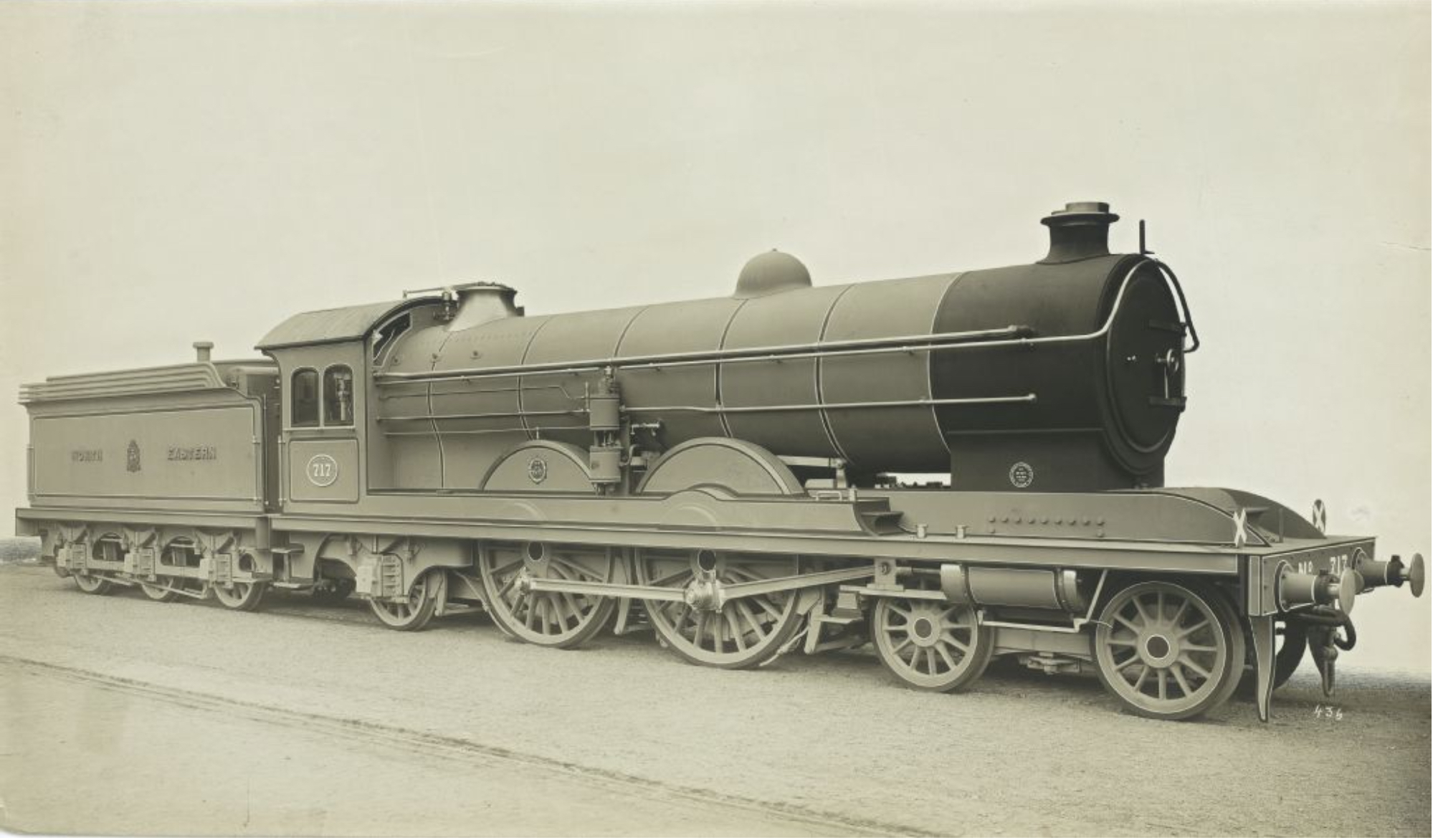
NER クラス Z
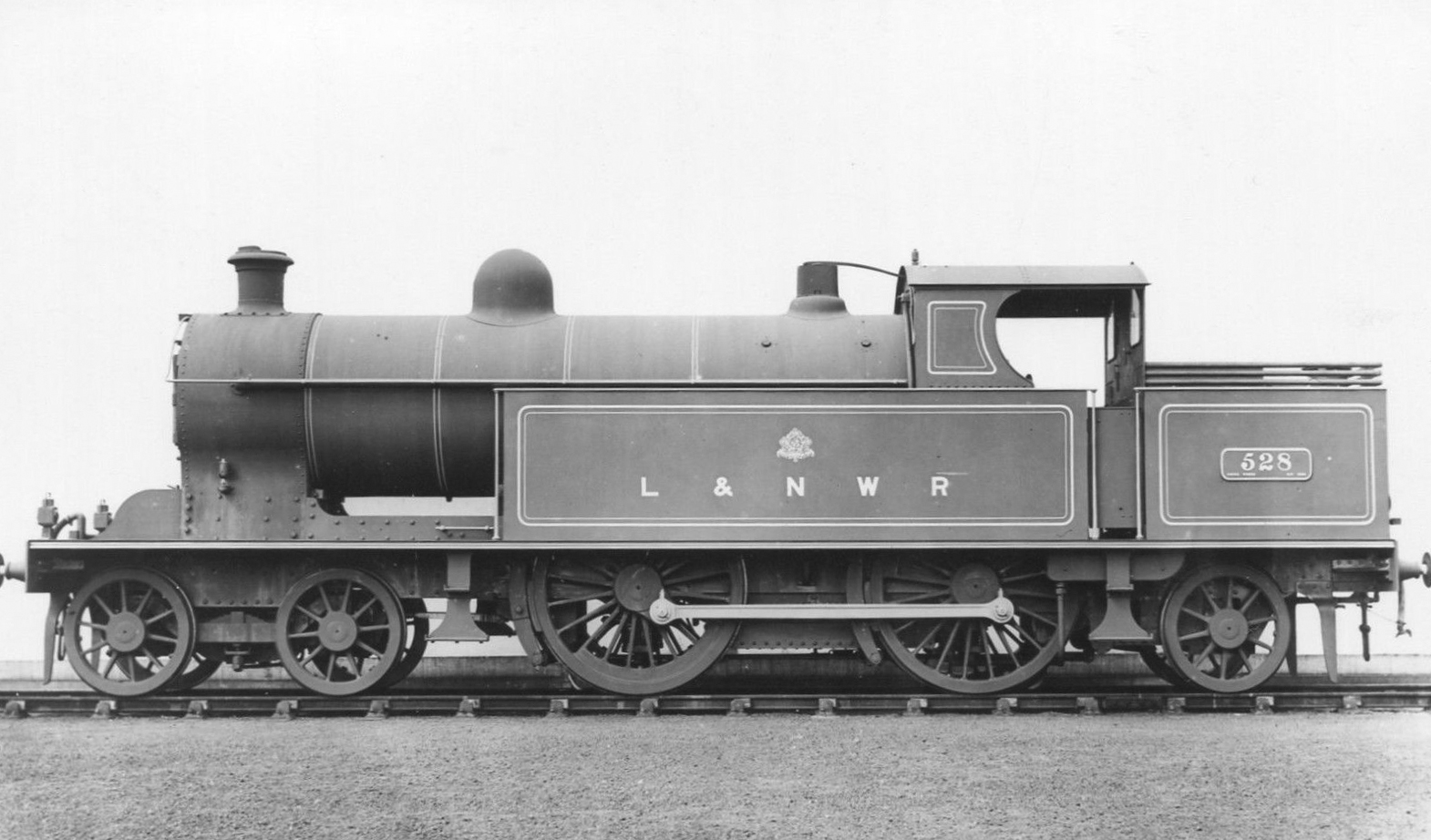
LNWR プレカーサー・タンク
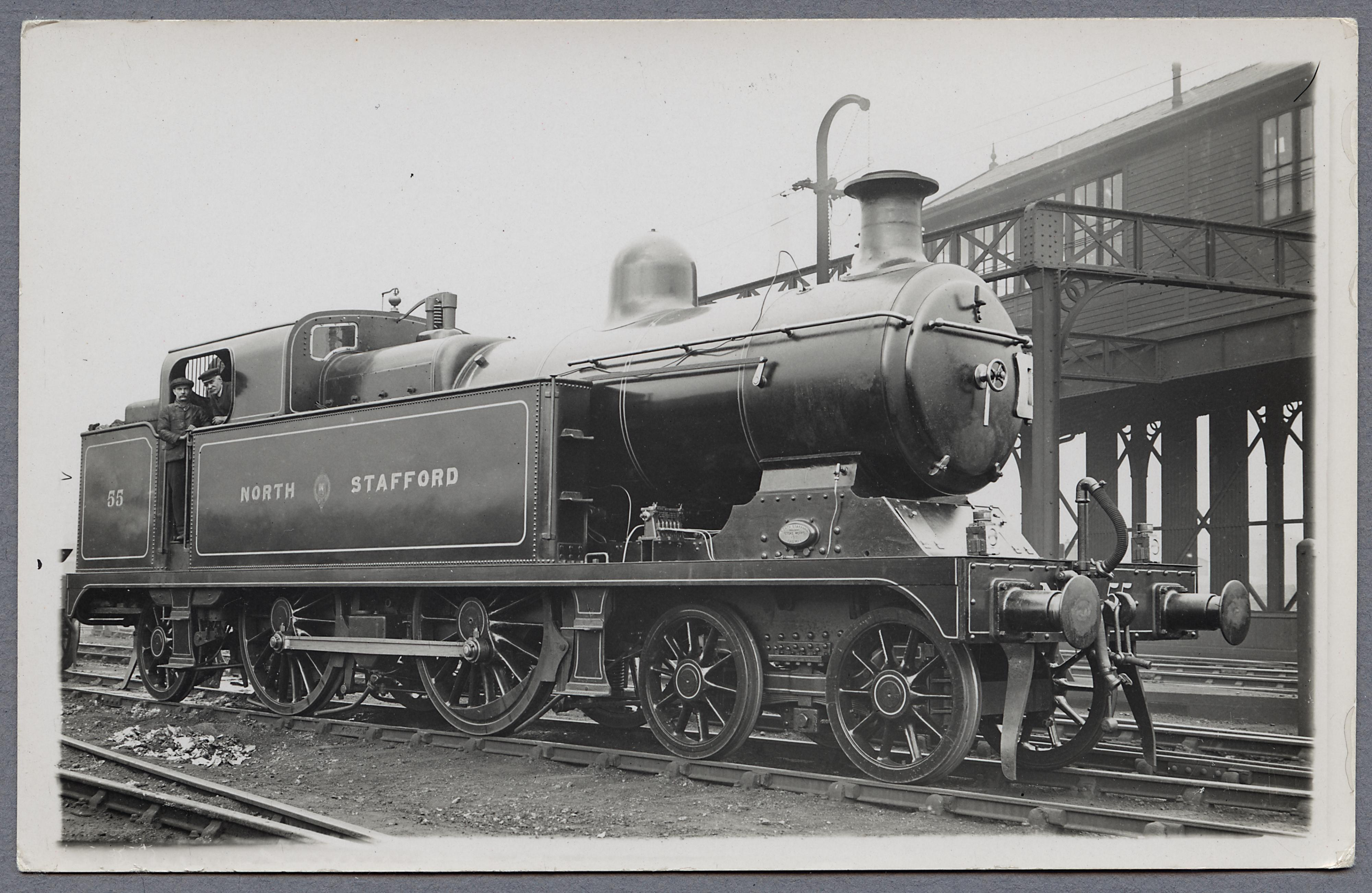
ノース・スタットフォードシャー鉄道 K クラス
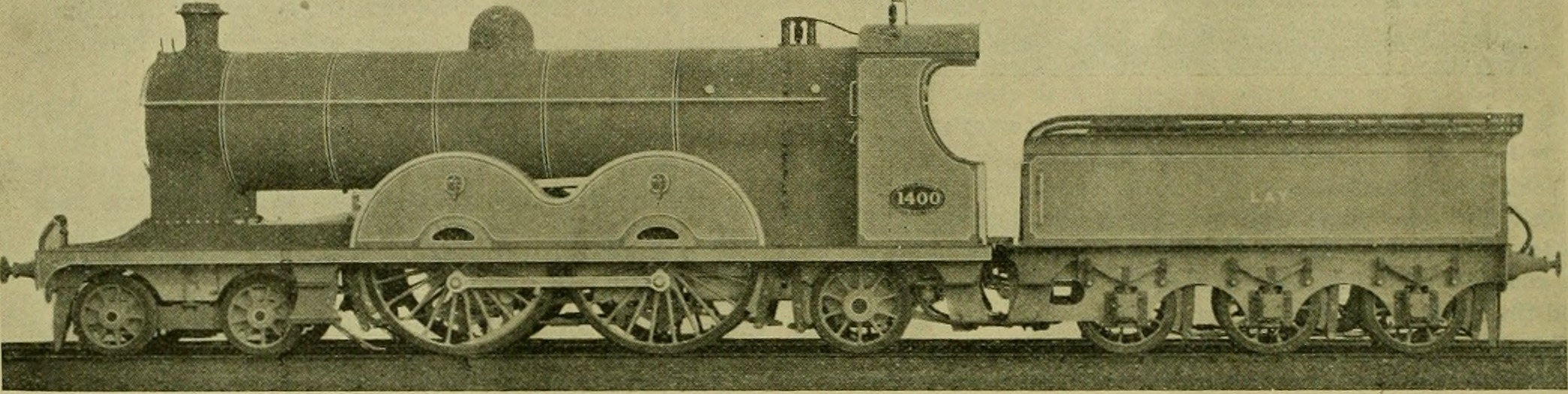
LYR クラス7
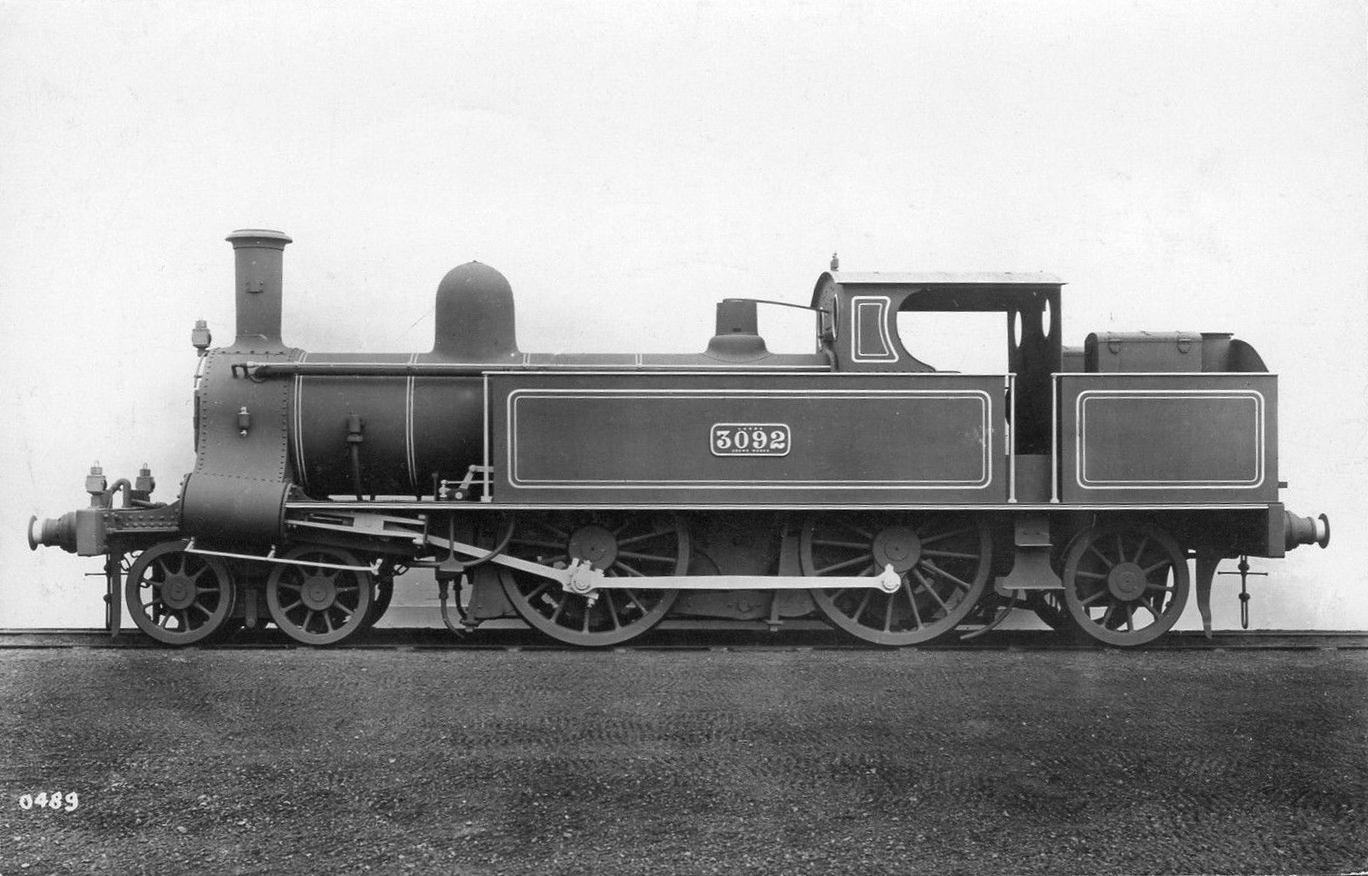
LNWR メトロポリタンタンク（ベイヤー・ピーコックに発注した4-4-0Tを改造）
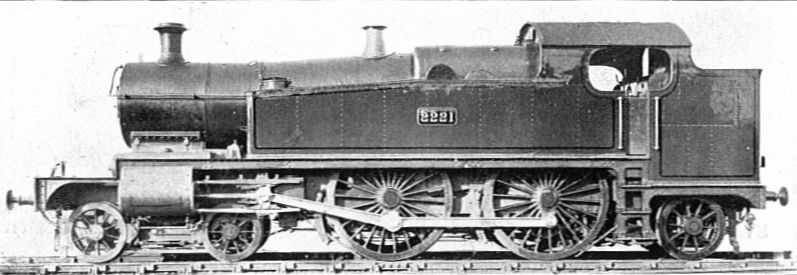
グレート・ウェスタン鉄道 2221クラス（カウンティ・タンク）